# Великокопанська сільська рада
| Великокопанська сільська рада — колишній орган місцевого самоврядування у Виноградівському районі Закарпатської області з адміністративним центром у с. Велика Копаня. Сільській раді були підпорядковані населені пункти: - с. Велика Копаня |

## Склад ради
Рада складалася з 24 депутатів та голови.

## Керівний склад сільської ради
| ПІБ                   | Основні відомості                                                                           | Дата обрання | Дата звільнення |
| --------------------- | ------------------------------------------------------------------------------------------- | ------------ | --------------- |
| Пилип Василь Іванович | Сільський голова, 1953 року народження, освіта                                              | 26.03.2006   | 30.05.2009      |
| Пилип Василь Іванович | Сільський голова, 1953 року народження, освіта середня спеціальна, член партії Єдиний Центр | 31.10.2010   |                 |

Примітка: таблиця складена за даними джерела

## Населення
Згідно з переписом УРСР 1989 року чисельність наявного населення сільської ради становила 4584 особи, з яких 2223 чоловіки та 2361 жінка.
За переписом населення України 2001 року в сільській раді мешкало 3428 осіб.

### Мова
Розподіл населення за рідною мовою за даними перепису 2001 року:
| Мова       | Відсоток |
| ---------- | -------- |
| українська | 99,42 %  |
| російська  | 0,43 %   |
| угорська   | 0,06 %   |
| білоруська | 0,03 %   |
| румунська  | 0,03 %   |